# کک‌مار
 کک‌مار(نام علمی: Eristicophis macmahonii) نام یک گونه از تیره گرزه‌ماران است.